# تريشيا سميث
تريشيا سميث (بالإنجليزية: Patricia Catherine Smith) (و. 1957  م) هي محامية، ومجدفة كندية، ولدت في فانكوفر، شاركت في Rowing at the 1976 Summer Olympics – Women's coxless pair ‏، وRowing at the 1984 Summer Olympics – Women's coxless pair ‏، وRowing at the 1988 Summer Olympics – Women's coxed four ‏.

## التعليم
تعلمت في Peter A. Allard School of Law ‏، وجامعة كولومبيا البريطانية.

## جوائز
حصلت على جوائز منها:
- Order of British Columbia [الإنجليزية]‏ (2012)
- نيشان كندا من رتبة عضو (2010)
- Canadian Olympic Hall of Fame [الإنجليزية]‏ (2000).

## روابط خارجية
- تريشيا سميث على موقع الاتحاد الدولي للتجديف (الإنجليزية)
- تريشيا سميث على موقع اللجنة الأولمبية الدولية (الإنجليزية)
- تريشيا سميث على موقع أوليمبيديا (الإنجليزية)
- تريشيا سميث على موقع اللجنة الأولمبية الكندية (الإنجليزية)
- تريشيا سميث على موقع اتحاد ألعاب الكومنولث (مؤرشف) (الإنجليزية)
- تريشيا سميث على موقع قاعة كولومبيا البريطانية للمشاهير الرياضية (الإنجليزية)